# Jurij Dienisow
Jurij Aleksandrowicz Dienisow (ros. Юрий Александрович Денисов; ur. 4 marca 1988) – rosyjski zapaśnik startujący w stylu klasycznym. Pierwszy w Pucharze Świata w 2017; drugi w 2015 i siódmy w 2011 i 2012. Dziewiąty na igrzyskach europejskich w 2015. Pierwszy na Światowych Igrzyskach Sportów Walki w 2013. Mistrz Rosji w 2011 i 2015; wicemistrz w 2012, 2013, 2014 i brąz w 2010 roku.